# Scotostena pinodes
Scotostena pinodes är en fjärilsart som beskrevs av Turner 1909. Scotostena pinodes ingår i släktet Scotostena och familjen nattflyn. Inga underarter finns listade.